# Собриньо, Адемир
Адемир Собриньо (порт. Ademir Sobrinho; 6 июля 1952, Эспера-Фелис, штат Минас-Жерайс) — бразильский военачальник, начальник Объединённого штаба вооружённых сил Бразилии с 2015 по 2019 год, Адмирал флота.
Службу в Военно-морских силах Бразилии начал в 1970 году. С 1976 года — офицер флота. На протяжении своей службы был начальником отдела вооружения фрегата «Индепенденсия», командовал речным патрульным кораблём «Рондония» (P-31). Служил военно-морским атташе в Италии, командовал речной флотилией на Амазонке.